# FC Civics

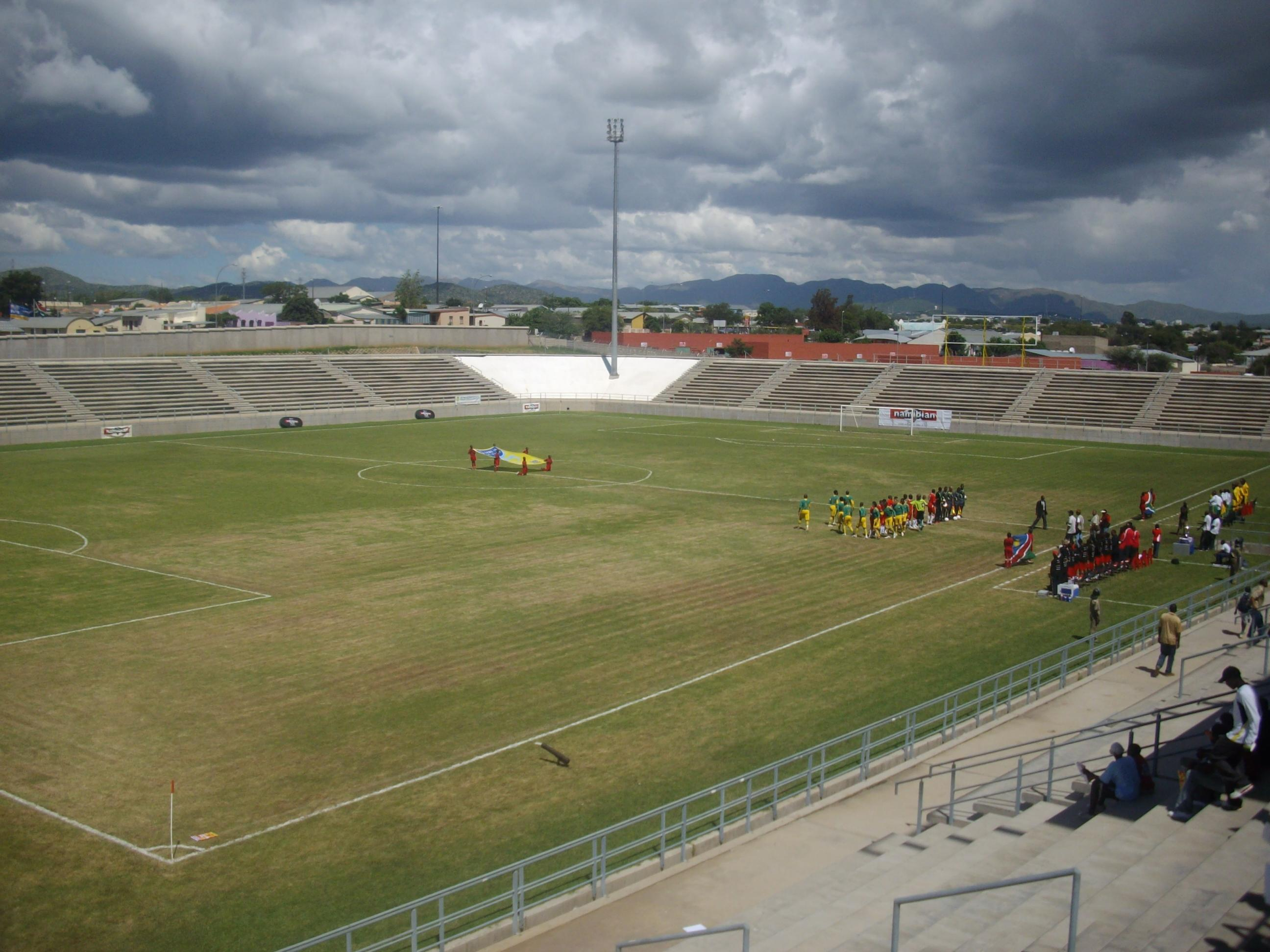
Vista del estadio de Sam Nujoma

El FC Civics Windhoek es un equipo de fútbol de Namibia que participa en la Premier League de Namibia, la liga de fútbol más importante del país.

## Historia
Fue fundado en el año 1983 en la capital Windhoek, pero juega de local en la ciudad de Khomasdal, al norte de la capital.
El equipo fue fundado por un grupo de jóvenes estudiantes, que lo fundaron con el nombre de una calle (Bethlehem Boys) y la base del equipo lo componen jugadores de Khomasdal y de la vecina ciudad de Katutura.

## Palmarés
- Premier League de Namibia: 3

2005, 2006, 2007
- NFA-Cup: 2

2003, 2008

## Participación en competiciones de la CAF
| Temporada | Torneo                      | Ronda      | Club                 | Casa | Visita | Global |
| --------- | --------------------------- | ---------- | -------------------- | ---- | ------ | ------ |
| 2004      | Liga de Campeones de la CAF | Preliminar | Supersport United FC | 0-1  | 0-5    | 0-6    |
| 2006      | Liga de Campeones de la CAF | Preliminar | GD Sagrada Esperança | 4-0  | 1-2    | 5-2    |
| 2006      | Liga de Campeones de la CAF | 1          | ASEC Mimosas         | 0-1  | 0-3    | 0-4    |
| 2007      | Liga de Campeones de la CAF | Preliminar | Petro Atlético       | 1-1  | 0-1    | 1-2    |

## Jugadores

### Jugadores destacados
| - Philemon Angula - Collin Benjamin - Danzyl Bruwer - Melvin Bruwer - Erastus Gariseb - Salomo Hei - Johannes Hindjou - Costa Khaiseb - Patrick M'Kontawana - Robert Nauseb | - Heinrich Isaacks - Quinton Jacobs - Jamuovandu Ngatjizeko |